# Sentraltind
A Sentraltind Norvégia tizedik legmagasabb hegycsúcsa 2348 méter magas. Luster település közelében található Sogn og Fjordane megyében. A hegy a Hurrungane-hegység hegyvonulatainak tagja, amely része a Jotunheimen-hegységnek. A Sentraltind hegycsúcs része a Store Skagastølstinden-Vetle Skagastølstind és Store Styggedalstinden-Jervvasstind hegyláncolatnak. 
A hegycsúcs tizenhat kilométernyire található Skjolden településtől keletre.
Első megmászása 1885. augusztus 7-én történt Carl Hall, Mathias Soggemoen és Torger S. Sulheim által.

## Nevének eredete
A sentral előtag jelentése középső, mint ahogyan annak áthallásából a magyar centrális szóra is egyértelmű. A -tind utótag jelentése hegycsúcs. Tehát a Sentraltind jelentése középső hegycsúcs. A földrajzi elnevezés nem régi eredetű.

## Fordítás
Ez a szócikk részben vagy egészben  a   Sentraltind című angol Wikipédia-szócikk ezen változatának fordításán alapul.  Az eredeti cikk szerkesztőit annak laptörténete sorolja fel. Ez a jelzés csupán a megfogalmazás eredetét és a szerzői jogokat jelzi, nem szolgál a cikkben szereplő információk forrásmegjelöléseként.